# Bolungarvík
Bolungarvík isl. Bolungarvíkurkaupstaður er en by og kommune med 904 (2007) indbyggere i regionen Vestfirðir i det nordvestlige Island ca. 473 km fra Reykjavík.
Bolungarvík er foruden den 15 km mod sydvest beliggende Ísafjörður den største by i Vestfirðir. Bolungarvíkurgöng er en vejtunnel bygget i 2010 mellem disse to byer. Den ligger i læ ved ved bugten Bolungarvík, ved Vestfirðir største fjord Ísafjarðardjúp og tæt ved fjeldsiden til det markante fjeld Traðarhorn.
På grund af beliggenheden i nærheden af rige fiskebanker har fiskeriet har siden landnamtiden været byens vigtigste indtægtskilde og fiskeri er fortsat det bærende erhverv. Byen blev hårdt ramt, da den største rederivirksomhed gik konkurs i 1993. Som i hele regionen lider Bolungarvík af udvandringen til den tæt befolkede hovedstadsregion Höfuðborgarsvæðið.

## Turisme
Turismen får efterhånden mere betydning for byens udvikling.
Bolungarvík har et Naturhistorisk museum og et Naturhistorisk Institut med mange eksempler på regionens rige natur. På museet kan man også blive informeret om naturreservatet Hornstrandir.
Interessant er også kirken Hólskirkja fra 1908. I bugtens østlige ende ligger der frilandsmuseet Ósvör med gamle huse fra dengang man fiskede med robåd. Værd at se er også det i nærheden beliggende orangefarvede fyrtårn Óshólaviti fra 1937.

## Billedgalleri
- Bolungarvík
- Bolungarvík
- Bolungarvík med fyrtårnet Óshólaviti
- Fiskerimuseet Ósvör